# 怪奇小說

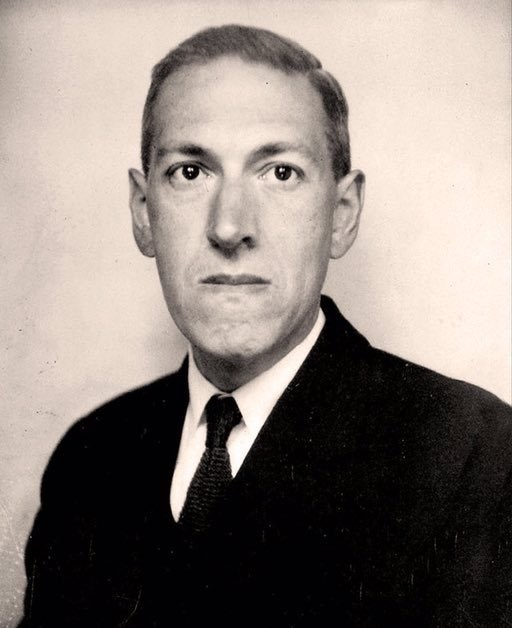
H·P·洛夫克拉夫特

怪奇小說（英語：Weird fiction） 是出现于19世紀末20世纪初的一種小說類別，題材可以是奇幻、超自然或恐怖。柴纳·米耶维說怪奇小說可以定義為一種分類上模糊不清的恐怖小說，它描繪的是傳統的科幻小說中不會出的外星怪物。它通過描寫這些超出人類控制與理解能力的存在來表現人的弱小。

## 歷史
儘管“weird fiction”這個詞本身是20世紀才出現的，但愛倫·坡經常被看做其鼻祖。谢里丹·勒·法努也是早期怪奇小說家之一。1923年3月至1954年9月間活躍在《詭麗幻譚》上的一批作者，如H·P·洛夫克拉夫特、克拉克·阿什頓·史密斯、弗里茨·莱伯和羅伯特·布洛克都可以算是怪奇小說家。法恩斯沃思·萊特就經常用“weird fiction”一詞來描述《詭麗幻譚》上發表的文章。
洛夫克拉夫特在其《文学中的超自然恐怖》一文中給出了自己的定義：

真正的怪奇小說不只是神秘謀殺、鮮血淋漓的骨頭和叮噹作響的鎖鏈。它必須要營造出一種令人窒息的、難以名狀的恐怖氛圍。必須要有一種暗示，它沉重而兇險，是人腦中最恐怖的念頭——保護我們不受未知世界的混沌與惡魔侵害的自然法則已經消失或潰敗。
1990年代，“新怪奇”（New Weird）運動興起。柴纳·米耶维常說自己就是新怪奇作家，此外克里夫·巴克和拉姆齐·坎贝尔也可以算入其中。

## 外部連接
- H.P. Lovecraft, "Notes on Writing Weird Fiction"
- WeirdTalesMagazine.com
- WeirdFictionReview.com （页面存档备份，存于）